# (692887) 2015 BP518
(692887) 2015 BP518 est un objet transneptunien en résonance 4:7 avec Neptune qui pourrait être une planète naine potentielle puisque son diamètre est d'environ 250 km.